# Arthur Sedea Ngamo Zabusu
Arthur Sedea Ngamo Zabusu, est un homme politique de la république démocratique du Congo. Il est le vice-ministre honoraire de l’Enseignement primaire, secondaire et professionnel (EPSP) au sein du gouvernement Ilunga.